# Міністерство безпеки Боснії і Герцеговини

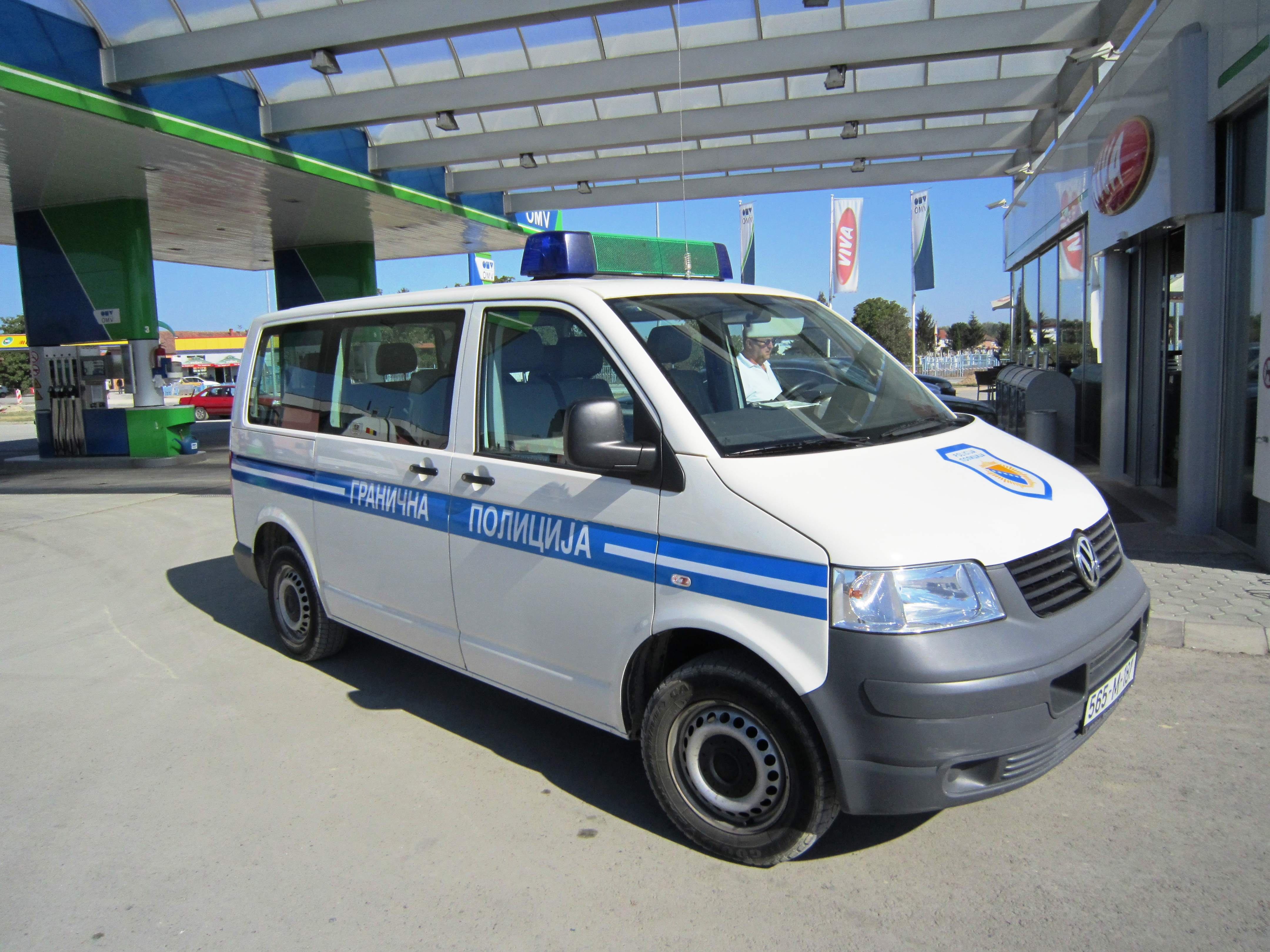
Автомобіль Прикордонної поліції Міністерства безпеки Боснії та Герцеговини

Міністерство безпеки Боснії і Герцеговини (босн. і хорв. Ministarstvo sigurnosti Bosne i Hercegovine, серб. Министарство безбједности Босне и Херцеговине) — наймолодше міністерство в уряді Боснії і Герцеговини, відповідальне за внутрішню безпеку держави та організацію і координацію роботи правоохоронних органів у Боснії та Герцеговині. Офіційне місцезнаходження міністерства — у Будинку грецько-боснійської дружби на площі Боснії та Герцеговини в Сараєві.

## Історія
1992 року після проголошення незалежності Республіки Боснія і Герцеговина від Соціалістичної Федеративної Республіки Югославія задля керування роботою правоохоронних органів молодої держави було утворено Міністерство внутрішніх справ Республіки Боснія і Герцеговина.
Після війни в Боснії і Герцеговині та підписання Дейтонської мирової угоди в 1995 році, враховуючи прописані у Конституції компетенції, коло повноважень загальнодержавного міністерства внутрішніх справ розділено і передано новоутвореним суб'єктам фактично конфедеративної Боснії і Герцеговини: Федерації Боснії і Герцеговини та Республіці Сербській — після чого в обох утвореннях з'явилися відповідні міністерства, а у Федерації Боснії та Герцеговини відповідальність за роботу органів поліції додатково розподілили між кантонами з утворенням кантональних міністерств внутрішніх справ. До 2002 року за захист і охорону прав і свобод людини та громадянина, протидію злочинності та забезпечення громадської безпеки і порядку в межах Боснії та Герцеговини відповідали тільки міністерства внутрішніх справ Федерації Боснії і Герцеговини та Республіки Сербської. 2002 року на підставі Закону про Раду міністрів Боснії та Герцеговини, який набув чинності в грудні 2002, було створено Міністерство безпеки Боснії та Герцеговини.

## Компетенція
На чолі міністерства безпеки Боснії та Герцеговини стоїть міністр, який має право на одного помічника та одного секретаря.
За роботу поліції в Боснії та Герцеговині в першу чергу відповідають міністерства внутрішніх справ її суб'єктів, тоді як на міністерство безпеки покладено обов'язки з організації та координації спільних заходів поліції різних частин Боснії та Герцеговини.
До кола поставлених перед міністерством завдань входить також охорона міжнародних кордонів, пунктів пропуску через внутрішні кордони та регулювання руху на прикордонних переходах Боснії і Герцеговини, запобігання та викриття злочинців, які займаються тероризмом, торгівлею наркотиками, підробленням як вітчизняної, так і іноземної валюти та торгівлею людьми, а також іншими злочинами міжнародного або загальнодержавного характеру, міжнародне співробітництво в усіх царинах, що належать до компетенції міністерства, захист осіб і об'єктів, збір і використання даних, важливих для безпеки Боснії та Герцеговини, організація та узгодження діяльності міністерств внутрішніх справ Федерації Боснії і Герцеговини, Республіки Сербської та округу Брчко щодо здійснення завдань безпеки в інтересах Боснії та Герцеговини, виконання міжнародних зобов'язань і співробітництво в цивільному захисті, координація діяльності служб цивільного захисту суб'єктів Боснії і Герцеговини та узгодження їхніх планів на випадок стихійного чи іншого лиха, яке зачіпає територію Боснії та Герцеговини, та ухвалення програм і планів захисту й порятунку, вироблення і впровадження імміграційної політики та політики надання притулку в Боснії і Герцеговині, упорядження процедури та способу організації служб, пов'язаних з переміщенням і перебуванням іноземців у Боснії та Герцеговині, надання підтримки правоохоронним органам Боснії і Герцеговини, професійна підготовка і вдосконалення кадрів відповідно до потреб органів поліції Боснії і Герцеговини та інших служб і агентств у ділянці безпеки і криміналістичної та іншої судової експертизи.

## Список міністрів
| Міністр | Міністр           | Портрет | Партія   | Вступ на посаду | Звільнення з посади |
| ------- | ----------------- | ------- | -------- | --------------- | ------------------- |
|         | Бариша Чолак      |         | ХДС БіГ  | 23 грудня 2002  | 11 січня 2007       |
|         | Тарік Садович     |         | ПДД      | 11 січня 2007   | 31 липня 2009       |
|         | Садік Ахметович   |         | ПДД      | 24 грудня 2009  | 22 жовтня 2012      |
|         | Фахрудин Радончич |         | СзКМ БіГ | 22 жовтня 2012  | 29 квітня 2014      |
|         | Драган Мектич     |         | СДП      | 31 січня 2015   | 23 грудня 2019      |
|         | Фахрудин Радончич |         | СзКМ БіГ | 23 грудня 2019  | 2 червня 2020       |
|         | Селмо Цикотич     |         | ПДД      | 23 липня 2020   | донині              |